# Pliska
Pliska (bolgarsko Плиска, latinizirano: Pliska, starocerkvenoslovansko Пльсковъ, latinizirano: Plăskovă, Plĭskovă) je prva prestolnica Prvega bolgarskega cesarstva in manjše mesto, zgrajeno na območju nekdanje vasi Aboba. Po odkritju stare prestolnice in začetku arheoloških izkopavanj so vas preimenovali v Plisko.

## Zgodovinska Pliska
Pliska je bila od leta 681 do 893 prestolnica Prvega bolgarskega cesarstva. Bolgarska kronika pravi, da jo je ustanovil kan Asparuh. Georgij Kedren in Ana Komnena jo imenujeta Pliskusa. Obsegala je 23 km² in je bila obdana z jarkom in zemeljskimi nasipi. Obzidje notranje trdnjave je bilo debelo 2,6 m in 12 m visoko.
Plisko je leta 811 oplenila bizantinska vojska, ki jo je v bitki pri Pliski premagal in nato pregnal kan Krum. Leta 886 je Boris I. v mestu ustanovil literarno šolo, katero so po selitvi prestolnice leta 893 preselili v Preslav. Šolo je vodil Naum Preslavski.
Leta 892 je bilo mesto središče upora poganov, ki ga je vodil kralj Vladimir. Upor so zatrli. Na zboru v Preslavu so Vladimirja odstavili in na njegovo mesto ostavili Simeona, tretjega sina Borisa I.. Eden od prvih ukrepov novega vladarja je bila selitev prestolnice iz Pliske v Preslav, utrjeno mesto blizu Pliske, verjetno zaradi stalnega močnega poganskega vpliva v stari prestolnici.
V 10. stoletju je Pliska postopoma izgubila svojo pomembnost, ker se je središče moči in virov preselilo v Preslav. V napadih Kijevske Rusije in Bizantinskega cesarstva v letih 969 do 972 je bilo mesto uničeno in se ni obnovilo.
Ruševine mesta ležijo tri kilometre severno od sedanje vasi Pliska in so nacionalni arheološki rezervat. V rezervatu so ruševine Velike in Male palače, močne kamnite utrdbe in Velika bazilika, ki je bila zgrajena okoli leta 875 in je bila v tistem času ena največjih krščanskih cerkva. Služila je kot vladarjeva cerkev in nacionalna patrairhalna katedrala.

## Sodobna Pliska
Med osmansko vladavino se je vas imenovala Aboba in je takšno ime obdržala do leta 1925, ko so je preimenovali v Pliskov. Po odkritju stare Pliske so jo leta 1947 preimenovali v Plisko.

## Zanimivost
Po Pliski se imenuje greben Pliska Ridge na Livingstonovem otoku v Južnih Šetlandskih otokih na Antarktiki.

## Galerija
- Velika bazilika
- Ruševine kraljeve palače
- Grajska vrata
- Velika bazilika
- Spomenik Borisa I.
- Načrt palačnega kompleksa
- Cisterna za vodo
- Velika bazilika
- Velika bazilika
- Velika bazilika
- Trdnjava
- Rekonstrukcija Velike bazilike